# Zeta Serpentis
Désignations
Zeta Serpentis (ζ Serpentis / ζ Ser) est une étoile de la constellation équatoriale du Serpent, située dans la Queue du Serpent. Elle est visible à l'œil nu, brillant d'une magnitude apparente de 4,62.
Zeta Serpentis présente une parallaxe annuelle de 42,46 millisecondes d'arc telle que mesurée par le satellite Hipparcos, ce qui permet d'en déduire qu'elle est distante de ∼ 77 a.l. (∼ 23,6 pc) de la Terre. Elle se rapproche du système solaire à une vitesse radiale de −50,7 km/s. Cela amènera l'étoile à se rapprocher jusqu'à atteindre une distance minimale (périhélie) d'environ 7,88 pc (∼25,7 al) dans 400 000 ans.
Zeta Serpentis est une étoile jaune-blanc de la séquence principale de type spectral F2 V, âgée d'environ 2,4 milliards d'années. Son rayon est presque deux fois plus grand que le rayon solaire et elle est 1,4 fois plus massive que le Soleil. Sa luminosité est 6,3 fois supérieure à la luminosité solaire et sa température de surface est de 6 529 K. Elle tourne assez rapidement sur elle-même, montrant une vitesse de rotation projetée de 69 km/s.